# Anne Frances Byrne
Anne Frances Byrne, née en 1775 et morte en 1837, est une aquarelliste britannique. Ses sujets se composent principalement d'oiseaux, de fruits et de fleurs peints dans un style réaliste. Issue d'une famille d'artistes, Anne se heurte parfois à ses contemporains et doit faire face à des critiques dues au sexisme des artistes et des peintres de son époque.

## Biographie

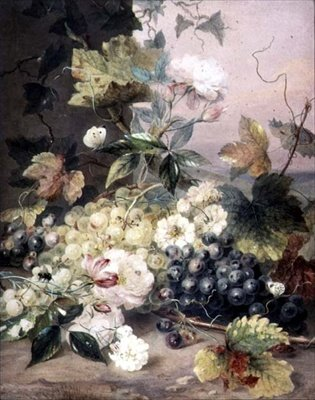
Roses et raisins

Anne Frances Byrne naît en 1775 à Londres. Le nom de sa mère est inconnu mais son père est William Byrne, un graveur de renom spécialisé dans les paysages. Anne est l'aînée de ses quatre autres frères et sœurs, qui deviennent eux-mêmes artistes. Mary Byrne Green, deuxième aînée de la fratrie Byrne, étudie la peinture suisse et se spécialise dans les paysages peints en miniature. Letitia Byrne est la plus jeune des sœurs Byrne, et elle se fait connaître pour ses eaux-fortes et gravures, un métier que William Byrne a transmis à ses enfants. Son travail est également axé sur les paysages. John Byrne est le plus jeune des cinq enfants Byrne et il vit avec sa sœur Elizabeth Byrne. Ils se spécialisent dans les paysages, bien que son médium de prédilection soit l'aquarelle. Anne Frances Byrne et ses frères et sœurs grandissent en aidant leur père dans son atelier de gravure et apprennent des techniques artistiques auprès de lui avant de partir chacun de leur côté pour étudier auprès de maîtres. Anne Frances Byrne meurt en janvier 1837 à l'âge de 62 ans.

## L'Académie
Anne Frances Byrne commence à peindre à l'huile au début de sa carrière, mais passe ensuite à l'aquarelle comme médium de prédilection. Elle expose sa première œuvre, une peinture de fruits, en 1796 à 21 ans. Elle a une relation difficile avec l'académie en raison du sexisme qui prédomine dans le monde de l'art et dans la société de l'époque. Cette relation se caractérise par l'incapacité d'Anne Frances Byrne à décider si elle doit continuer ou non à faire partie de l'académie. Elle devient membre à part entière de la Royal Watercolour Society en 1809, retire  son adhésion en 1813, l'a réintègre en 1821 et l'a quitte à nouveau en 1834. Harriet Gouldsmith, l'une des contemporaines d'Anne Frances Byrne, a écrit que lorsqu'on faisait l'éloge de l'art de l'époque, "les plus grands éloges accordés [et] exposés publiquement... étaient en grande partie retirés lorsqu'on comprenait que le tableau était la production d'une femme". Bien que Harriet Gouldsmith ait écrit sur son propre travail, cette expérience était répandue parmi les femmes dans l'art à l'époque. L'effet est encore perceptible aujourd'hui en raison du manque de documentation sur Anne Frances Byrne et ses contemporaines. Les œuvres des femmes de cette époque étaient souvent moins respectées simplement en raison du sexe de l'artiste, et non en fonction du mérite de l'œuvre elle-même.

## Œuvres remarquables
Les œuvres suivantes ont été exposées à la Royal Society of British Artists et à la Royal Watercolour Society. On sait qu'Anne Frances Byrne a exposé 77 œuvres au total dans des expositions londoniennes entre 1796 et 1837.
- Hollyhock
- Roses d'après nature
- Digitales d'après nature
- Fleurs et raisins
- Roses et raisins
- Raisins et fraises